# Promnik (rzeka)
Promnik – rzeka, prawobrzeżny dopływ Wisły o długości 32,48 km i powierzchni zlewni 143,47 km². 
Źródła rzeki znajdują się na Wysoczyźnie Żelechowskiej niedaleko miejscowości Stefanów na wysokości ok. 178 m n.p.m. Uchodzi do Wisły koło miejscowości Ruda Tarnowska na wysokości ok. 98 m n.p.m. Przepływa przez Gąsiory, Gończyce, Łaskarzew.